# 市川真間站

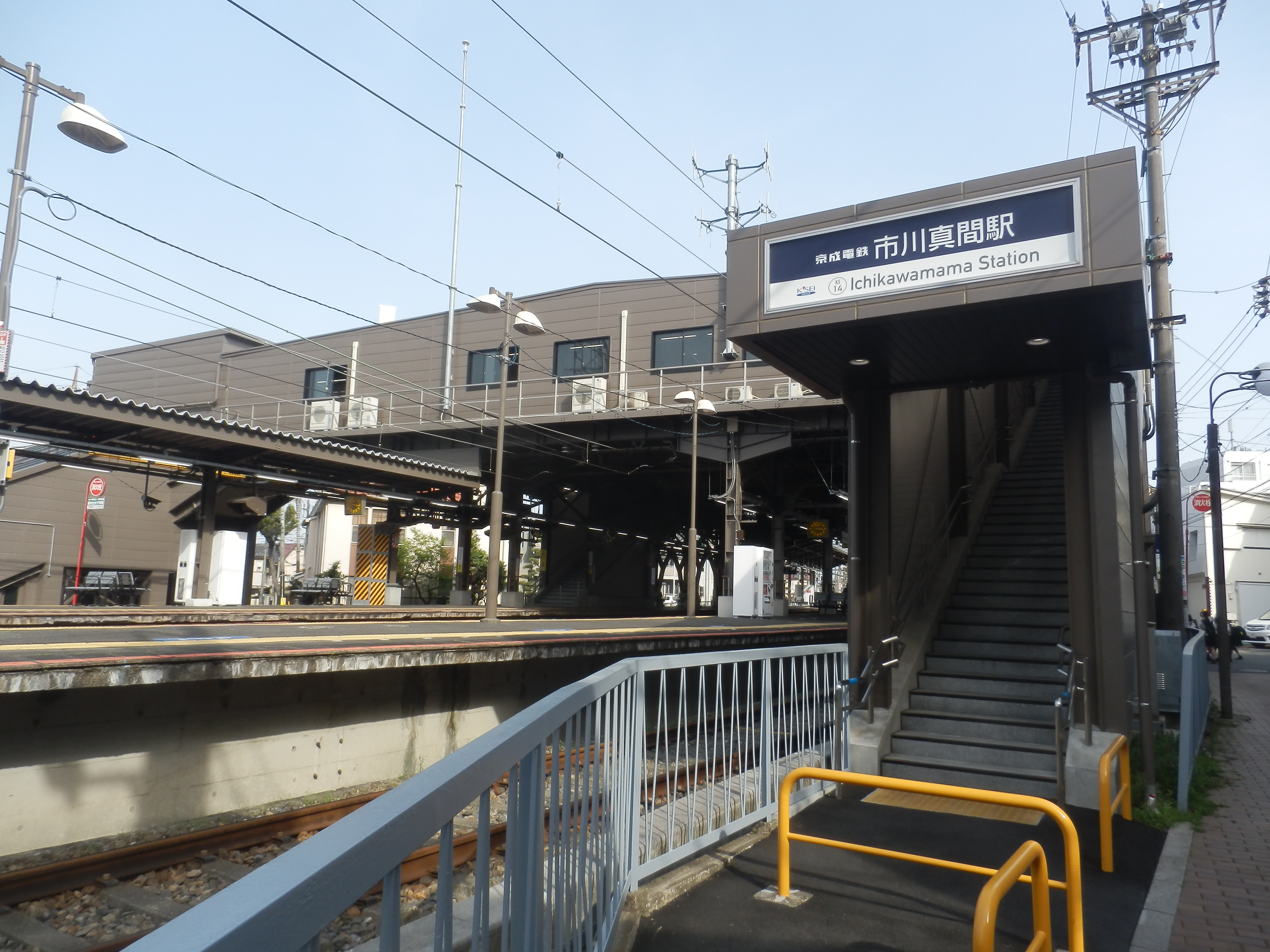
南口（2025年4月）

市川真間站（日语：／ Ichikawamama eki */?）是位於日本千葉縣市川市真間，屬於京成電鐵本線的鐵路車站。車站編號是KS14。

## 年表
- 1914年（大正3年）8月30日 - 車站啟用，當時稱為市川新田站。
- 1916年（大正5年） - 車站改稱為市川真間站。
- 2019年（平成31年）4月27日 - 至同年（令和元年）5月12日為止，為慶祝母親節，站內的站名標示牌改名為日語發音相同的市川媽媽站（市川ママ駅），繪有康乃馨圖案，並舉辦一系列慶祝活動[2][3]。

## 車站構造

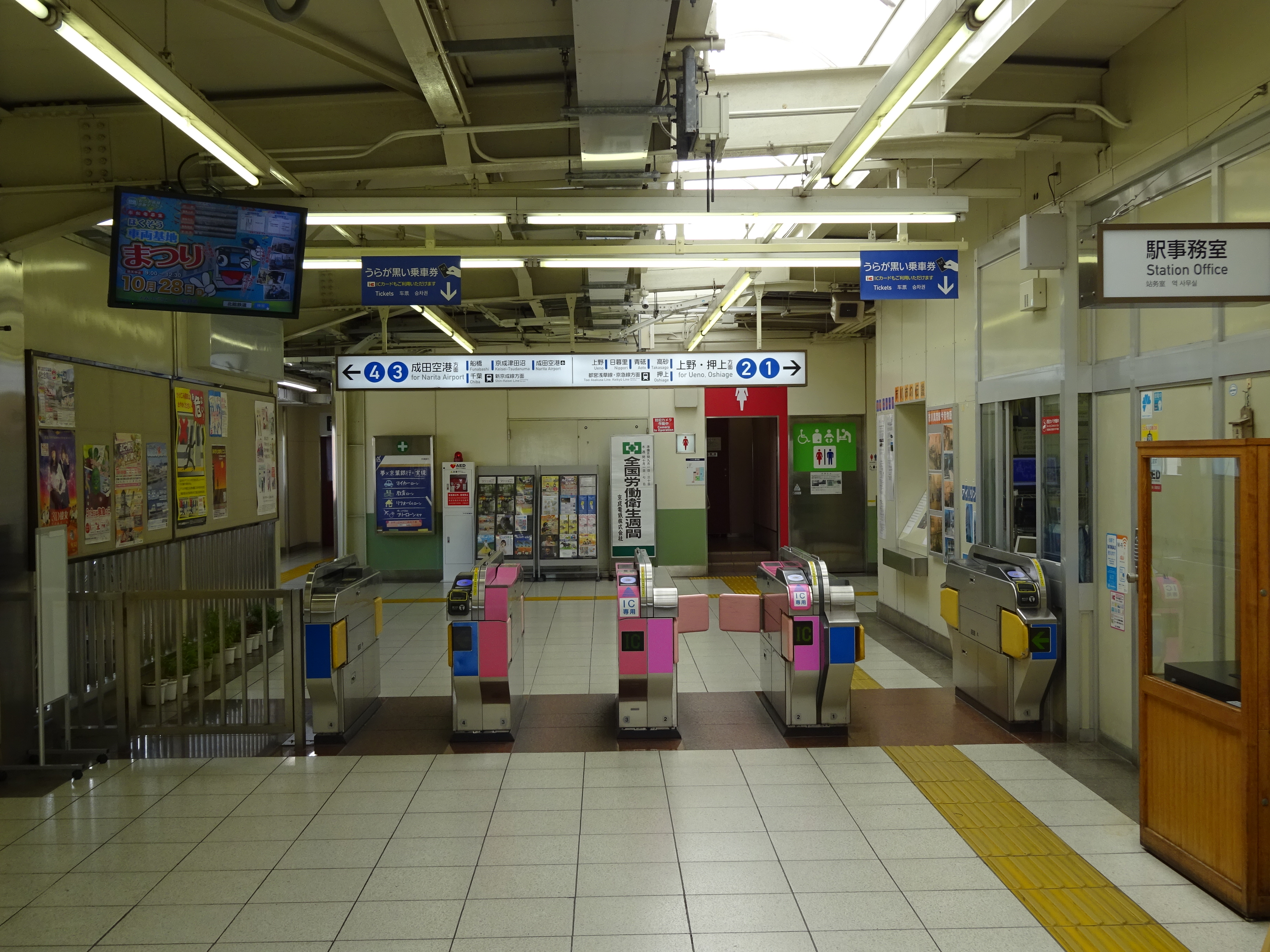
檢票口（2018年9月）

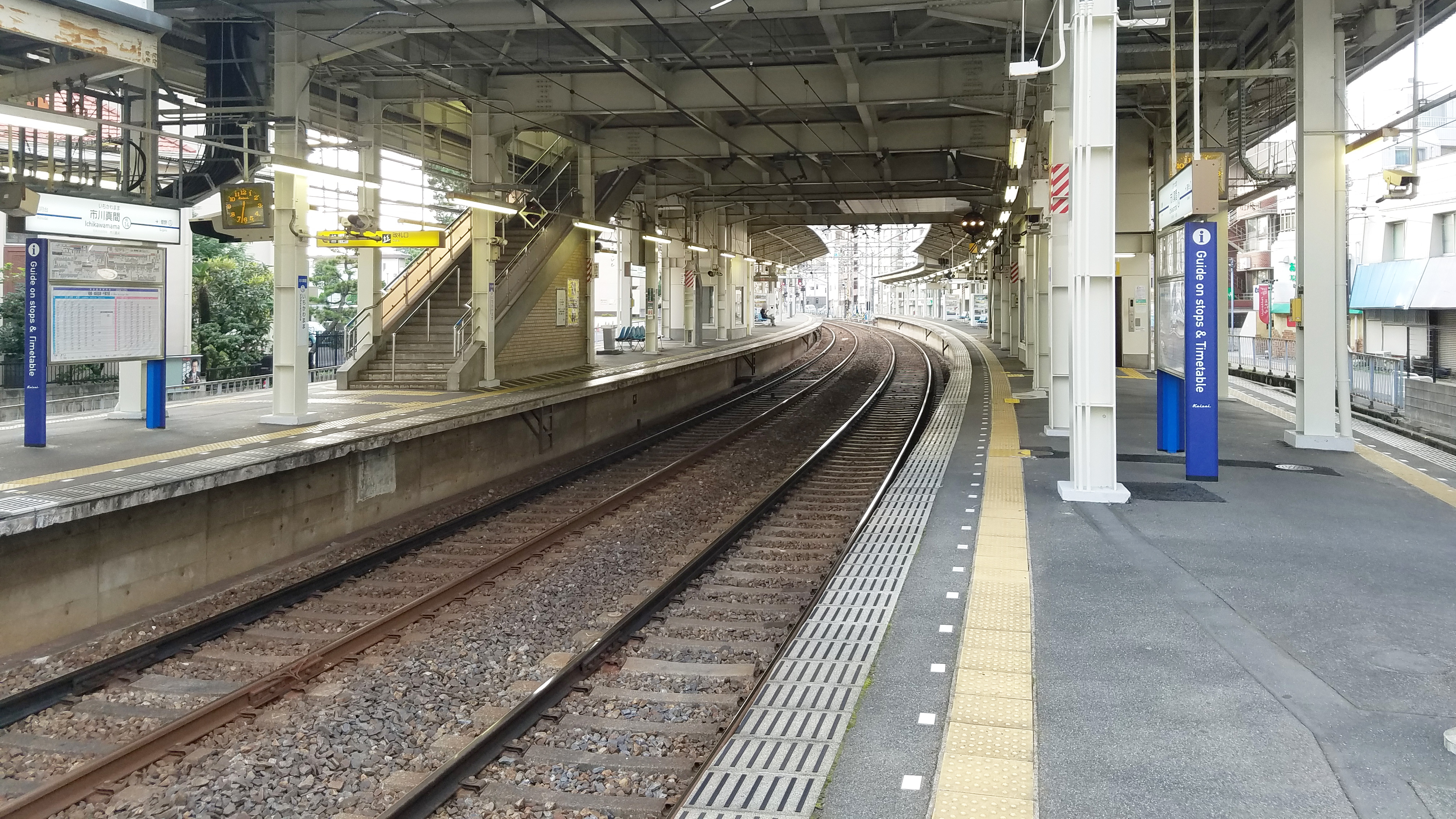
月台（2017年8月）

開業當時是側式月台2面2線地面車站，上下線原有獨立站房，但在1972年大規模車站改良工程完成後，改建成島式月台2面4線的跨站式站房。2008年3月15日，月台與大廳增設電梯。月台共有四台LED列車資訊顯示器。
雖有待避設備，但由於車站整體位在彎道上，通過上行本線（2號線）的列車需大幅減速通過。待避線的1、4號線以前在尖峰時刻供普通列車（各站停車）待避使用，自2006年12月改點後，午間時段普通班次從船橋競馬場站改至本站待避「Skyliner」。2010年7月17日成田Sky Access通車改點起，再次減少午間時段的使用頻率。
京成上野側設有橫渡線，緊急時可供列車折返京成上野站、押上站方向。
現在雖僅停靠普通列車，但在快速列車上路以前，本站也是急行列車的停靠站。
本站管理市川真間管區國府台站、菅野站。
| 月台 | 路線     | 方向 | 目的地                                     |
| ---- | -------- | ---- | ------------------------------------------ |
| 1、2 | 京成本線 | 下行 | 日暮里、上野、押上、 淺草線、 京急本線方向 |
| 3、4 | 京成本線 | 上行 | 船橋、成田機場、千葉方向                   |

## 使用情況
2016年平均每天上下車人次有7,525人，在京成線內69站中排名第42位。在鄰近的JR市川站總武緩行線、總武線快速因故停駛時，本站作為替代交通路線而人潮擁擠。
近年一日平均乘客人數請參閱下表。
| 年度               | 1日平均 上下車人次 | 1日平均 上車人次 |
| ------------------ | ------------------ | ---------------- |
| 1998年（平成10年） |                    | 5,504            |
| 1999年（平成11年） |                    | 5,379            |
| 2000年（平成12年） |                    | 5,154            |
| 2001年（平成13年） |                    | 4,989            |
| 2002年（平成14年） |                    | 4,735            |
| 2003年（平成15年） | 9,182              | 4,511            |
| 2004年（平成16年） | 8,442              | 4,237            |
| 2005年（平成17年） | 8,201              | 4,116            |
| 2006年（平成18年） | 8,081              | 4,042            |
| 2007年（平成19年） | 7,963              | 3,979            |
| 2008年（平成20年） | 7,844              | 3,918            |
| 2009年（平成21年） | 7,615              | 3,809            |
| 2010年（平成22年） | 7,491              | 3,751            |
| 2011年（平成23年） | 7,341              | 3,672            |
| 2012年（平成24年） | 7,504              | 3,747            |
| 2013年（平成25年） | 7,487              | 3,743            |
| 2014年（平成26年） | 7,134              | 3,561            |
| 2015年（平成27年） | 7,297              | 3,644            |
| 2016年（平成28年） | 7,525              |                  |

## 車站周邊
地方居民多稱為「真間站」。車站附近除了手兒奈靈神堂、弘法寺、龜井院、真間之井之外，真間川堤防還整備了一條種滿櫻花樹，並有幸田露伴、永井荷風等相關文士碑文的遊步道。
- 市川站 - 東日本旅客鐵道（JR東日本）總武線車站。距離約650公尺，步行約8分鐘。本站與市川站是京成本線與JR總武線的並行區間終點，以西分別往京成高砂方向與錦糸町方向，轉乘客並不少。
- 市川三本松郵便局
- 千葉縣立國分高等學校（日语：千葉県立国分高等学校）（搭乘京成巴士）
- 聖德學園（日语：聖徳大学附属女子中学校・高等学校）（搭乘京成巴士）
- 國府台女子學院（日语：国府台女子学院高等部）菅野校舍

## 巴士路線
| 系統   | 主要行經地                           | 目的地       | 運行公司 | 備註   |
| ------ | ------------------------------------ | ------------ | -------- | ------ |
| 松51   | 國分、國分操車場、大橋               | 松戶站       | 京成巴士 |        |
| 松51-2 | 國分、國分操車場、聖德學園、大橋     | 松戶站       | 京成巴士 |        |
| 松54   | 國分、國分操車場、聖德學園、北國分站 | 松戶站       | 京成巴士 |        |
| 松55   | 國分、國分操車場、北國分站           | 松戶站       | 京成巴士 |        |
| 市43   | 國分、國分操車場                     | 北國分站     | 京成巴士 |        |
| 市44   | 國分、國分操車場                     | 聖德學園     | 京成巴士 |        |
| 市45   | 國分、高塚入口、高塚                 | 東松戶站     | 京成巴士 |        |
| 市41   | 國分                                 | 國分高校     | 京成巴士 |        |
| 市42   | 國分、高塚入口、市川大野站           | 醫療中心入口 | 京成巴士 |        |
| 市61   | 市川綜合醫院、昭和學院、八幡六丁目   | 市川學園     | 京成巴士 | 僅早晨 |
| 市62   | 市川綜合醫院、昭和學院、八方橋       | 市川學園     | 京成巴士 |        |
| 市63   | 市川綜合醫院、昭和學院、京成八幡站   | 本八幡站     | 京成巴士 |        |
| -      |                                      | 市川站       | 京成巴士 |        |

## 站名由來

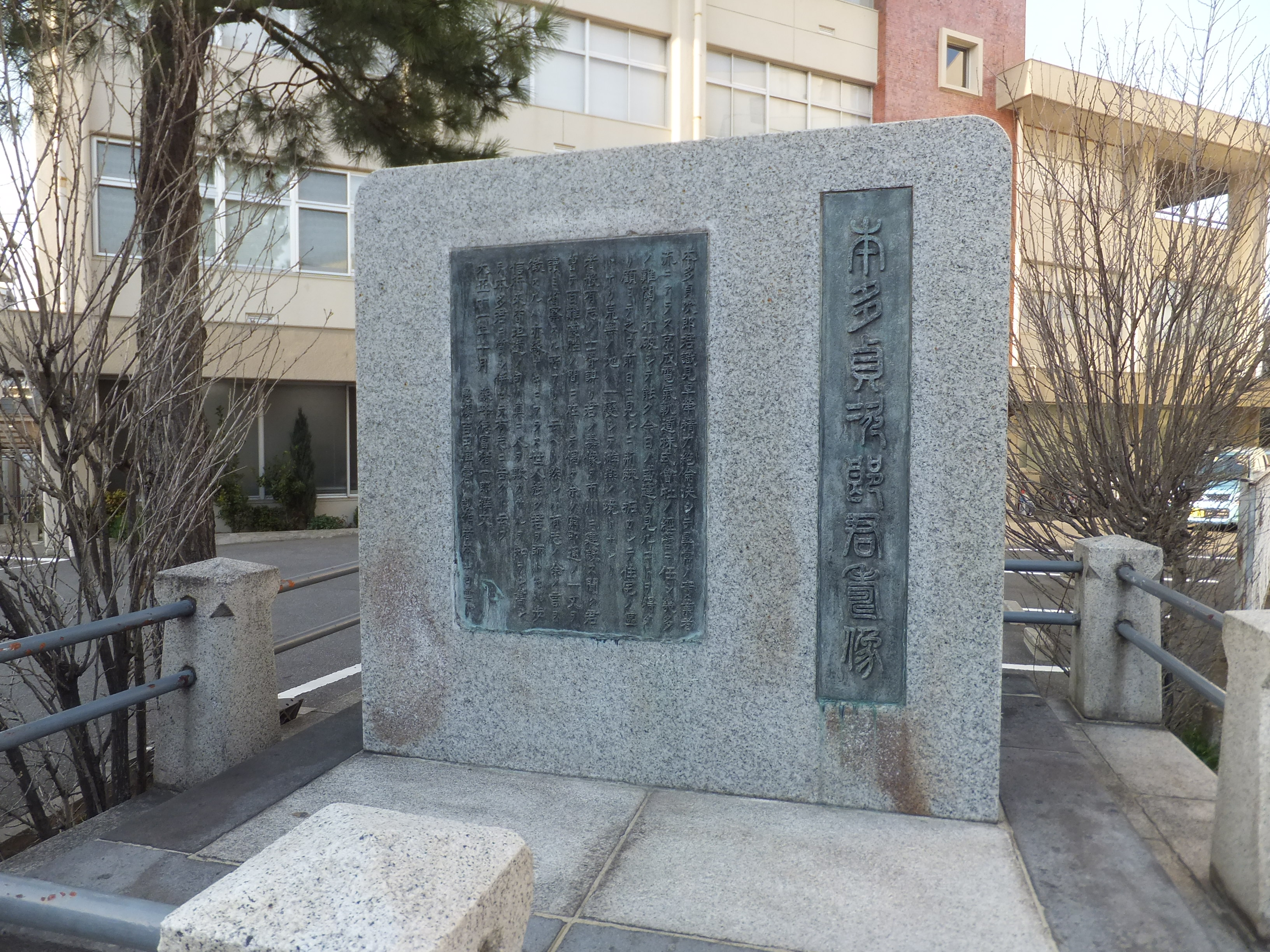
車站北側的京成電鐵初代社長本多貞次郎頌德碑

站名取自於地名「真間」，是源自於《萬葉集》中，山部赤人的「真間手兒奈（てこな）傳說」。
過去曾是京成電氣軌道的中樞，車站北側有京成直營的遊樂園「東華園」、「京成電燈部事務所」、本多貞次郎邸。
車站北側有「本多貞次郎頌德碑」。

## 相鄰車站
京成電鐵
 本線
■快速特急、■特急、■通勤特急、■快速
通過
■普通
國府台（KS13）－市川真間（KS14）－菅野（KS15）

## 外部連結
- 市川真間｜電車與車站資訊｜京成電鐵
- 市川真間站PDF - 京成電鐵